# Archidiocèse de L'Aquila
L'archidiocèse de L'Aquila (en latin : Archidioecesis Aquilanus ; en italien : Arcidiocesi dell'Aquila) est un archidiocèse métropolitain de l'Église catholique d'Italie appartenant à la région ecclésiastique des Abruzzes et du Molise.

## Territoire
L'archidiocèse est dans une partie de la province de L'Aquila, les autres fractions de cette province sont dans les diocèses de Sora-Cassino-Aquino-Pontecorvo, Sulmona-Valva et Avezzano, ces deux derniers étant ses suffragants. Il possède un territoire de 1 516 km2 divisé en 149 paroisses. Le siège archiépiscopal est à L'Aquila où est située la cathédrale Saint-Georges-et-Saint-Maxime. La même ville possède trois basiliques mineures : la basilique Sainte-Marie de Collemaggio où se trouve le mausolée du pape saint Célestin V, fondateur de l'ordre des Célestins, la basilique Saint-Bernardin-de-Sienne qui conserve le corps de saint Bernardin de Sienne et la basilique Saint-Joseph-Artisan (it).

## Histoire
Dès la fin de la période romaine, le territoire actuel de l'archidiocèse de L'Aquila est occupé par plusieurs anciens diocèses. Le diocèse d'Amiternum (it), aujourd'hui San Vittorino, frazione de L'Aquila, avec des évêques documentés aux Ve et le VIe siècle ; de Pitinum, l'actuelle Pettino, une autre frazione de L'Aquila dont le seul évêque connu prend part au concile de Rome de 499 ; et Aveia (it), sur le territoire de Fossa, dont l'évêque Gaudenzio est l'un des pères du concile de Rome de 465 (it).
Après le VIe siècle, il n’y a plus de nouvelles de ces anciens diocèses. Pettino est probablement absorbé par Amiternum, qui est intégré à son tour au territoire du diocèse de Rieti. Selon Lanzoni (it), le siège d'Aveia, détruit et abandonné, est remplacé par le diocèse de Forconio (it), toujours dans une frazione de L'Aquila, dont le premier évêque est Floro, qui est présent au concile de Rome de 680 organisé par le pape Agathon qui condamne l'hérésie monothéliste. Il faut ensuite remonter au IXe siècle pour connaître les noms d’autres évêques de Forconio, dont la chronologie épiscopale remonte au milieu du XIIIe siècle. Parmi ces évêques, Jean Ier figure dans les conciles romains de 853 et 861 ; Saint Raniero, félicité par le pape Alexandre II pour avoir défendu les droits de l'Église contre les usurpateurs ; Pagano, qui reçoit en 1178 un bref du pape Alexandre III par lequel l'église de Forconio est immédiatement soumis au Saint-Siège.
Par la bulle Purae fidei du 22 décembre 1256, le pape Alexandre IV concède le statut de cité à la nouvelle ville de L'Aquila et ordonne le transfert du siège de Forcona ; le territoire de l'ancien diocèse d'Amiternum est retiré du diocèse de Riéti et rattaché au nouveau diocèse. Pour éviter toute réclamation des évêques de Rieti et en accord avec les archiprêtres d'Amiternum, le pontife publie le 20 février 1257 une seconde bulle également intitulé Purae fidei, avec le même contenu que la première mais avec l'ajout d'un phrase qui définit les limites du diocèse.
Le dernier évêque de Forconio et premier d'Aquila est Berardo da Padula, qui doit quitter son siège et se réfugie à Forconio, lorsque la ville de L'Aquila est rasée en 1259 par Manfred Ier. Parmi les événements qui marque particulièrement la vie du diocèse, après la reconstruction de la ville en 1266, se trouve la fondation en 1288 de la basilique Sainte-Marie de Collemaggio par Pietro da Morrone, élu pape en 1294 sous le nom de Célestin V. Parmi les premiers évêques, on trouve Niccolò Sinizzo, qui amène les augustins dans la ville avec la fondation du couvent et l'église de Saint-Augustin ; Bartolomeo Conti, participe au concile de Vienne en 1312, au cours duquel il est accusé de simonie ; et Filippo Delci, qui doit faire face au violent tremblement de terre de 1315.
Une autre période de crise est vécue lors du grand schisme d'Occident entre le XIVe et le XVe siècle ; le siège d'Aquila est occupé en permanence par des évêques sous obédience d'Avignon, tandis que les évêques nommés par Rome ne réussissent jamais à prendre possession du diocèse. Parmi ces évêques, on peut citer la fin tragique de Stefano Sidonio, nommé par le pape romain, il passe bientôt sous l'obédience d'Avignon ; échappé de L'Aquila, il se réfugie à Pérouse mais il est assassiné par des sicaires envoyés par le pape Urbain VI. Le même sort tragique touche l'évêque Bernardo da Teramo, tué lors d'émeutes en 1391. Le schisme prend fin en 1413 avec l'évêque Giacomo Donadei, qui transfère les reliques de saint Maxime d'Aveia dans la cathédrale de L'Aquila ; homme politique compétent et expert militaire, il ne dédaigne pas de se mettre à la tête d'une armée pour défendre sa ville. Parmi les autres évêques du XVe siècle, il faut citer Amico Agnifili (1431-1472), le premier évêque d’Aquila à devenir cardinal ; et Giovanbattista Gaglioffi (1486-1491), qui participe à la conjuration des barons napolitains et qui est assassiné lors de son séjour à Rome.
Un autre casus belli implique le diocèse de Valva et celui de L'Aquila, qui prétend avoir compétence sur plusieurs châteaux, dépendant du point de vue ecclésiastique au diocèse de Valva, mais qui, du point de vue de l'administration civile, est soumis à la ville de L'Aquila. En 1426, la controverse est remportée par le diocèse de L'Aquila qui annexe à son territoire dix-huit villes dont Collepietro et Navelli. La basilique de saint Bernardin est construite avec le couvent adjacent, entre 1454 et 1472, en l'honneur de saint Bernardin de Sienne dont les restes sont conservés à l'intérieur de l'église.
Dans la première moitié du XVIe siècle, Giovanni Franchi, membre d'une famille noble de la ville, est nommé évêque de L'Aquila. Le cas est inhabituel mais pas rare à cette époque. Lors de son élection, il ne reçoit aucune ordination épiscopale et ne se donne pas la peine de le recevoir, même pendant les huit années où il dirige le siège de L'Aquila ; lorsqu'il démissionne en 1523, Giovanni Franchi se lance dans une carrière militaire. Après lui, le diocèse est confié aux cardinaux romains comme administrateurs apostoliques jusqu'en 1537.
Dans la seconde moitié du XVIe siècle, les évêques d'Aquila se distinguent par l'application des décrets de réforme du concile de Trente. Parmi ceux-ci, Giovanni D'Acugna (1561-1578), fonde le séminaire, agrandit et enrichit la cathédrale et fonde l'Accademia dei Fortunati ; Mariano De Racciaccaris (1579-1592) organise le premier synode diocésain en 1581 ; et Basilio Pignatelli (1593-1599) fait venir les jésuites dans la ville épiscopal.
Le début du XVIIe siècle voit l’arrivée dans le diocèse de nombreux ordres et congrégations religieuses, notamment les hospitaliers de Saint-Jean-de-Dieu, les clercs réguliers de Saint-Paul, les cisterciens, les Frères mineurs capucins et les minimes. Le siècle s'achève avec l'épiscopat d'Ignazio Della Zerda (1683-1702) qui entre en conflit avec son cousin, le vice-roi de Naples , et subit de graves représailles qui l'obligent à quitter la ville pour se réfugier à Rieti où il meurt. En 1703, la ville de L'Aquila est à nouveau détruite par un tremblement de terre et l'évêché resté vacant pendant seize ans.
En 1818, le pape Pie VII et le roi des Deux-Siciles, Ferdinand Ier, concluent un concordat qui décide de la réorganisation des diocèses du royaume des Deux-Siciles. Par la bulle De utiliori, le pape décrète la suppression du diocèse de Cittaducale (it) en raison du manque de mense épiscopale et intègre son territoire au siège de L'Aquila. En 1836, par un bref du pape Grégoire XVI, quelques communes, auparavant sous juridiction des abbés de l'abbaye de Farfa, sont annexés au diocèse de L'Aquila. Pour récompenser le soutien de la population envers le pape et les mérites de l'évêque Luigi Filippi, le pape Pie IX élève le diocèse à la dignité d'archidiocèse par la lettre apostolique Suprema dispositione du 19 janvier 1876 tout en le laissant immédiatement soumis au Saint-Siège.
Conformément aux nouvelles dispositions du concile Vatican II, le pape Paul VI élève L'Aquila au rang de siège métropolitain par la lettre apostolique Cum cognitum du 15 août 1972 et accorde à l'archevêque de l'époque, Mgr Costantino Stella, le titre d'archevêque métropolitain de la nouvelle province ecclésiastique, qui comprend, outre l'archidiocèse de L'Aquila, les diocèses suffragants d'Avezzano et de Valva et Sulmona. Le 21 juin 1976, la congrégation pour les évêques publie le décret Quo aptius afin de conformer les frontières diocésaines à celles des provinces civiles ; l'archidiocèse de L'Aquila subit une réorganisation territoriale et les 25 paroisses qui formaient l'ancien diocèse de Cittaducale fusionne avec le diocèse de Rieti, tandis que 21 paroisses de Rieti sont attribuées à l'archidiocèse de L'Aquila. En 2006, l'archidiocèse de L'Aquila célèbre le 750e anniversaire de sa fondation.
La cathédrale, le palais archiépiscopal et de nombreuses églises de L'Aquila et de ses environs sont gravement endommagés par le séisme du 6 avril 2009. Le pape Benoît XVI se rend dans l'archidiocèse le 28 avril 2009, entre autres pour prier sur les restes de saint Célestin V dans la basilique de Santa Maria di Collemaggio, endommagée par le tremblement de terre. 
Actuellement, des nombreuses églises de l'archidiocèse restent encore gravement endommagée par le tremblement de terre.

### Articles liés
- Liste des diocèses et archidiocèses d'Italie
- Église catholique en Italie